# Lyriothemis salva
Lyriothemis salva är en trollsländeart som beskrevs av Friedrich Ris 1927. Lyriothemis salva ingår i släktet Lyriothemis och familjen segeltrollsländor. IUCN kategoriserar arten globalt som otillräckligt studerad. Inga underarter finns listade i Catalogue of Life.